# 大羽武士
大羽 武士（おおば たけし、7月24日 - ）は、日本の男性声優。石川県出身。アプトプロ所属。

## 略歴
CHK声優センター金沢校の1期生で、かつてはオフィスCHKに所属していた。
退所後、フリーの期間を経て、2019年に声優・ナレーター事務所の株式会社ウィングウェーヴを起業して代表取締役を務めていた。
2024年11月末をもって事務所は解散したが、大羽個人はフリーランスで声優業を継続する。
2025年2月よりアプトプロに移籍したことを自身のSNSで報告。

## 人物
特技・趣味は極真空手、ボクシング、ウエイトトレーニング、オートバイ。

## 出演
太字はメインキャラクター。

### テレビアニメ
2005年
- ラムネ（男子生徒B）

2010年
- スーパーロボット大戦OG -ジ・インスペクター-（ユアン・メイロン）
- 薄桜鬼（2010年 - 2016年、島田魁）- 4シリーズ

2011年
- スター・ウォーズ/クローン・ウォーズ (テレビアニメ)（JO-NO）
- DOG DAYS（戦士長A）
- ぬらりひょんの孫 千年魔京（花開院豪羅）

2012年
- 宇宙兄弟（2012年 - 2013年、沢木学、宮田アツシ、北村直樹、ジョージ・ラブ 他）
- 銀魂'（フード、パイロット）

2018年
- ニル・アドミラリの天秤（久世政孝）

### 劇場アニメ
- 劇場版 薄桜鬼 第一章 京都乱舞（2013年、島田魁[10]）

### OVA
- 薄桜鬼 雪華録（島田魁）

### Webアニメ
- ニンジャスレイヤー フロムアニメーション（スミス）

### ゲーム
- アサシン クリード ヴァルハラ（シグルド[11]）
- キラ☆キラ 〜Rock'n'RollShow〜（比嘉龍平）
- 源狼 GENROH（藤原国衛[12]）
- The Last of Us Part II
- 三國志13
- 三極姫〜三国乱世・覇天の采配〜（韓当義公[13]、馬騰寿成[14]）
- スペクトラルジーン（バッソ）
- スペクトラルフォース ジェネシス（キグナス・ライン、シャダ・グリード）
- 蝶々事件ラブソディック
- 薄桜鬼シリーズ（島田魁）
- 星織ユメミライ Converted Edition（我妻盛夫[15]）
- ミストオブカオス（ヴァジュール・ハイン）
- Hi-Fi RUSH（ハイファイ ラッシュ）(QA-1MIL)[16]
- バイオハザード RE:4（ビトレス・メンデス[17]）
- 百英雄伝 (エル・アリカント[18]）

### ドラマCD
- 憂鬱な朝 （桂木高正）

### 吹き替え

#### 映画
- アイス・ツイスター
- 裏切りの獣たち（スクローフ）
- スティーヴ・オースティン ザ・ハンティング（ジェンセン）
- ブラック・ビューティー（ジェシー）
- ブラッド・ヒート 肉弾戦争（サム〈ジョン・シナ〉[19]）
- 米軍極秘部隊 ウォー・ピッグス（ハンス・ピコー大尉〈ドルフ・ラングレン〉）
- マッド・ウォーリアーズ 頂上決戦（ブロディ・ジェームス〈ジョシュ・バーネット〉）
- メタル・トルネード（ライリー）
- リミットレス
- レバノン

#### ドラマ
- アメリカン・ゴッズ（シャドウ・ムーン〈リッキー・ウィトル〉）
- サンドゥ、学校へ行こう!
- ジャイアント
- スパルタカス（アグロン）
- 流星剣侠伝 大人物（呉半城、何嵩）

#### その他
- アメリカお宝鑑定団ポーンスターズ（リック・ハリソン）
- ポーンスターズのお宝クイズ選手権（リック・ハリソン）
- アメリカン・ビンテージ大修復!ビフォー&アフター（ロン・デール、リック・ハリソン）
- 眠ったお宝探し隊 アメリカン・ピッカーズ（リック・ハリソン）
- カー・マスターズ ～スクラップがお宝に変わるまで（マーク・トール）